# Кханом пхінг
Кханом пхінг (тай. ขนมผิง), також відомий як «золоті краплі з жовтків» — це кругле тайське печиво, яке складається з борошна тапіоки, кокосового молока та яєчного жовтка.

## Історія
Вважається, що кханом пхінг завезений до Таїланду португальцями в XVII столітті.
У XVI столітті, за правління короля Нарая, Марія Гуйомар де Пінья (або Тао Тонг Кіп Ма), яка народилася і проживала в Аюттхаї та мала змішане японсько-португальсько-бенгальського походження, працювала шеф-кухарем у царському палаці. На вище вказаній роботі вона створила багато видів десертів, адаптовуючи португальські рецепти. Згодом вона навчила кухарів-жінок готувати такі десерти, як фой тонг, тон їп та кханом пхінг.

## Розвиток
Оригінальний кханом пхінг мав солодкуватий смак, був ароматний, коричневого кольору й відразу ж танув у роті. Він відрізнявся від сьогоднішнього, оскільки зараз печиво має більше кольорів, таких як рожевий, зелений та жовтий. Окрім цього, десерт робиться твердішим за оригінал через необхідність захисту від поломки, коли його упаковують на продаж. Справжній кханом пхінг був упакований у невелику баночку та прикрашений стрічками, які дарували на Новий рік.